# Christian Noel Emmanuel
Christian Noel Emmanuel (* 25. Dezember 1960 in Trincomalee) ist ein sri-lankischer Geistlicher und römisch-katholischer Bischof von Trincomalee.

## Leben
Christian Noel Emmanuel empfing am 12. März 1985 die Weihe zum Diakon und am 21. Mai 1986 durch Bischof Joseph Kingsley Swampillai die Priesterweihe für das Bistum Trincomalee-Batticaloa.
Am 3. Juni 2015 ernannte ihn Papst Franziskus zum Bischof von Trincomalee. Die Bischofsweihe spendete ihm sein Vorgänger Joseph Kingsley Swampillai am 25. Juli desselben Jahres. Mitkonsekratoren waren der Bischof von Batticaloa, Joseph Ponniah, und der Bischof von Galle, Raymond Wickramasinghe.